# 賀拉斯·帕內爾·塔特爾

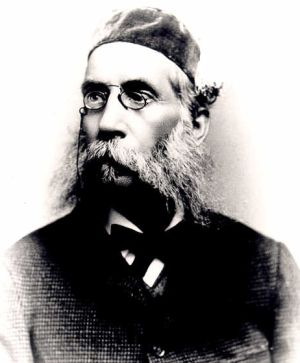
賀拉斯·帕內爾·塔特爾 (1888年，美國海軍天文台)

賀拉斯·帕內爾·塔特爾（1837年3月17日-1923年8月16日）是一名美國天文學家，是內戰老兵和天文學家查理斯·衛斯理·塔特爾 (1829年11月1日-1881年7月17日) 的哥哥。

## 生平
賀拉斯·帕內爾·塔特爾出生於緬因州的新野，他的父母是摩西·塔特爾和瑪莉·梅羅。在1845年，母親梅羅過世，四年後摩西·塔特爾再婚，並搬家至麻塞諸塞州劍橋市。查理斯·衛斯理·塔特爾是業餘天文學家，他自己製造了自己的望遠鏡，他拜訪哈佛天文台的威廉·克蘭奇·龐德，並且留下了深刻的印象，於1850年被聘為助理觀測員。在哈佛大學，查理斯·衛斯理首先提出土星有內側"暗暈"的存在。在1853年，他發現一顆彗星 (C/1853 E1 Secchi)，但獨立發現的功勞歸供給了義大利羅馬的神父Secchi。第二年，查理斯·衛斯理因為眼疾，被迫放棄了天文生涯。他進入哈佛大學法學院，並且成為美國的監理專員。查理斯為新英格蘭歷史宗譜學會寫了許多文章。
查理斯在哈佛天文台的工作很快就被他年輕的弟弟賀拉斯取代，他還加入了杜魯門·亨利·薩福德、西德尼·柯立芝和亞瑟夫廳成為天文台的助理。賀拉斯成為4吋尋彗鏡的迷戀者，他將它附掛在15英寸的折射鏡上，花費了許多夜晚來尋找彗星。
塔特爾涉獵新莫爾斯電碼的應用，發明了一種遠距離信號的"閃光燈"。他也被譽為是黃銅或鐵炮膛來福鋼芯插入新方法的發明者。
它在這一段時期的觀測日誌都保留在美國海軍天文台的圖書館。 

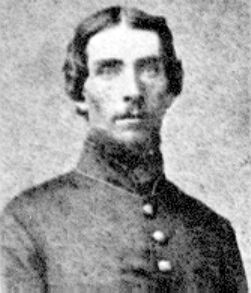
賀拉斯·帕內爾·塔特爾，1862年

南北戰爭的爆發後，賀拉斯·帕內爾·塔特爾在麻塞諸塞州成為第44位志願登記的步兵，並被分發至北卡羅萊納州的新伯爾尼。經由前哈佛大學校長愛德華·埃弗雷特的關說，塔特爾獲得美國海軍的任命成為出納員。他曾擔任多艘船隻，包括觀測艦USS Catskill，參加了察爾斯敦港口的封鎖，並且俘獲要突破封鎖的"Deer"。
塔特爾在1863年2月17日被任命為署理助理出納員，1864年7月2日為助理出納員，1866年5月4日成為出納員。 

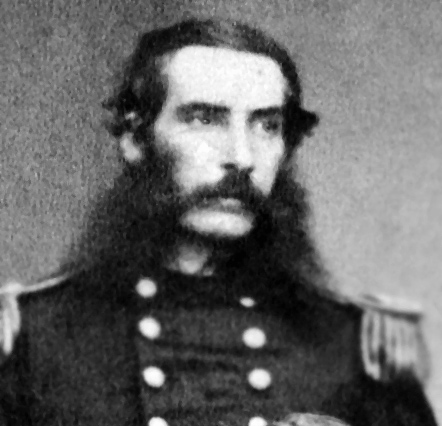
賀拉斯·帕內爾·塔特爾，1866年

在戰爭期間他繼續從事天文觀測，1864年在卡茨基爾的甲板上報告發現1864 II 譚普彗星。在戰後，塔特爾在海軍調查船前往南美、歐洲、和太平洋從事科學觀測。  
在戰爭時期，塔特爾從事三年半的彗星搜索。他於1866年1月5日在海軍天文台發現彗星1866 I，這顆彗星就是法國天文學家在兩個星期前就已經發現的譚普-塔特爾彗星。華盛頓星報在第二頁上報導了此一事件：
發現彗星  美國海軍天文台和水文辦公室的負責人，上將C.H.大衛，H.P.塔特爾向台長威爾斯報告在1月5日發現了一顆新彗星……這顆彗星呈現圓形……輕微的向中心凝聚。
這是美國海軍天文台發現的第二顆彗星。第一次是詹姆斯·弗格森在1859年獨立發現譚普彗星，H.P.塔特爾也是獨立發現彗星。在1866年10月，他被分發到南大西洋的駐地：Onward。在往後的4年期間，他在監測艦Guard和Terror上服役。
在1871年10月23日，塔特爾在華盛頓特區的美國海軍天文台獨立發現回歸的週期彗星8P/1871 T1 塔特爾。在1871年，塔特爾在天文學家喬治·杜威准將麾下測量下加州的海岸線。1872年，他被分發到海洋測繪艦Lackawanna，駐紮在香港。
在1875年1月26日，塔特爾和E. S. 霍爾頓從海軍天文台發現再回歸的恩克彗星。塔特爾在華盛頓出席戰時海軍法庭，為他自己辯護。1875年3月3日，他被海軍免職。
從1863年至1870年，塔特爾的兄弟，法蘭西斯在海軍服役，擔任大副和護旗官。在1897年，在"Bear"擔任稅務署檢察官的指揮者時，法蘭西斯塔特爾授命前往阿拉斯加救出14艘被困在冰封的巴婁點的補鯨船。
在1875年，塔特爾被指派至內政部的地理和地質部門，調查達柯塔州黑西爾的州界和測量地質特徵與高度。他花了五年的時間在土地辦公室，勘查達科塔州、懷俄明州、科羅拉多州和猶他州的州界。

## 榮譽
他發現或共同發現許多的彗星，包括55P/坦普爾-塔特爾 (1866年1月6日發現，是獅子座流星雨的母彗星) 和109P/斯威夫特-塔特爾 (1862年7月19日發現，英仙座流星雨的母彗星)、1860年大彗星(1860年6月22日發現，1860 III)、C/1859 G1 (1859年4月24日發現，譚普彗星)、8P/塔特爾 (1858年1月5日發現，大熊座流星雨的母彗星)、41P/塔特爾-賈可比尼-克雷薩克彗星 (1858年5月3日在小獅座發現，非常暗淡)、C/1861 Y1 (1862年12月19日發現)。
1859年，他被法國科學院頒授拉朗德獎，以表彰他發現了彗星1858 I、1858 III、1858 VII。小行星(5036) Tuttle以他為名以示尊榮。
塔特爾還擁有發現星系NGC 2655 (蝘蜓座)和NGC 6643 (天龍座) 的榮譽。